# Каргова
Каргова (пол. Kargowa, нім. Unruhstadt) — місто в західній Польщі, на річці Обжица. Належить до Зеленогурського повіту Любуського воєводства.

## Демографія
Демографічна структура станом на 31 березня 2011 року:
|          | Загалом | Допрацездатний вік | Працездатний вік | Постпрацездатний вік |
| -------- | ------- | ------------------ | ---------------- | -------------------- |
| Чоловіки | 1793    | 363                | 1273             | 157                  |
| Жінки    | 1918    | 381                | 1163             | 374                  |
| Разом    | 3711    | 744                | 2436             | 531                  |